# Frauenkirche (Dresden)
|  | Denne artikel omhandler Frauenkirche i Dresden. Der findes andre kirker med navnet Frauenkirche. |
Frauenkirche er navnet på en markant evangelisk-luthersk kirke i Dresden, der med forskellige navne og forskellige kirkebygninger har en ca. 1000-årig historie. Kirken blev ødelagt under bombningen af Dresden i 1945, men blev fra 1994 til 2005 genopbygget i sin gamle udformning med gamle og nye sten. Kirken befinder sig på Dresdens Neumarkt, hvor der også står en statue af Martin Luther.
En kirke Zu Unser Lieben Frauen, Vor Kære Frue, skal have stået på stedet siden 1000-tallet. Den moderne kirke stammer derimod fra 1700-tallet. Den blev tegnet af George Bähr og bygget fra 1726 til 1743. Arkitekten døde i 1738, og fik aldrig set kirken fuldført.
Den enorme kuppel med en højde på 91 meter blev hurtigt et kendemærke for byen, og den let genkendelige silhuet blev motiv for mange kunstmalere. Tvivl om at kuplen skulle være ustabil blev gjort til skamme, da den preussiske hær bombarderede kirken med granater i 1760. Granaterne prellede af, og kirken stod som før.
I 1849 blev Frauenkirche centrum for det revolutionære maj-oprør. I flere dage var den omgivet af barrikader og gadekampe, før de tilbageblevne oprørere blev arresteret inde i selve kirken.
Kirken udbrændte i ildstormen i forbindelse med luftbombardementet af Dresden i februar 1945. Frauenkirche udbrændte og kuplen faldt sammen den 15. februar klokken 10.

## Restaurering
Planerne for restaureringen blev fundet frem igen i 1990, da en række borgere tog initiativ til brevet "Ruf aus Dresden" (Råbet fra Dresden), der havde til formål at skaffe opbakning og hjælp til genopbygningsarbejdet. På 45-årsdagen for bombningen den 13. februar 1990, blev der samlet penge ind til arbejdet. I 1994 blev grundstenen for rekonstruktionsarbejdet lagt. Krypten i kirken blev færdig i 1996.
Genopførelsen så langt som muligt udført med gamle planer og materiale. Bortset fra kuplen bygges kirken med det oprindelige materiale fra ruinen. Hver sten blev målt, og katalogiseret, og med udgangspunkt i hvor den lå i ruindyngen regnede man sig frem til dens oprindelige placering.
På grund af alderen vil de oprindelige sten være mørke, mens de nyere dele vil være lysere. Den 13. april 2004 blev den sidste sten indsat i kirkens hovedkuppel. Den 22. juni 2004 blev tårnhatten med kobber beslåede tårntrækonstruktion med det forgyldte kors påsat over kuplen og dermed blev det tidligere udseende genetableret. Frauenkirche har den endelig højde af 91,24 meter. Genopbygningen af Frauenkirche blev afsluttet i efteråret 2005.
- Sydsiden af den gamle Frauenkirche på et kobberstik af Moritz Bodenehr 1714
- Dresdner Frauenkirche omkring 1897
- Frauenkirche i 1970
- Med byggestillads i 1999
- Med byggestillads i 2000
- Med byggestillads den 17. maj 2003
- Den 22. juni 2004 med den nye tårnhat
- Den nye plads foran kirken (2011)